# Cathédrale de Cologne
La cathédrale de Cologne (en allemand: Kölner Dom, prononcé: /ˌkœlnɐ ˈdoːm/, ? Écouter [Fiche], de son nom plus officiel Hohe Domkirche St. Petrus, soit « Haute église cathédrale Saint-Pierre » est une église catholique gothique de la ville de Cologne ainsi que la cathédrale de l'archevêché de Cologne. Avec ses 157 mètres de haut et ses 533 marches, elle est la deuxième plus haute église d'Allemagne  et la deuxième ayant la plus haute flèche d'église au monde, après l'église principale d'Ulm.
Elle se situe à l'ancienne frontière romaine du nord de la ville, juste à côté de l'actuelle gare, à proximité de la vieille ville (Altstadt), du pont Hohenzollern et des musées Ludwig et romain-germanique, à 250 m du Rhin. Elle est entourée d'une construction moderne en béton, le « plateau de la Cathédrale » (Domplatte). Le tout se situe sur la « colline de la Cathédrale » (Domhügel), à 17 mètres au-dessus du Rhin.
Elle est également la troisième plus vaste cathédrale de style gothique (après la cathédrale de Séville et le dôme de Milan). Son exceptionnelle valeur intrinsèque et, malgré l'achèvement tardif de la construction, son authenticité architecturale liée à une fidélité absolue aux plans d'origine ont été reconnues par l'Unesco qui l'a inscrite en 1996 sur sa liste du patrimoine mondial. L'énorme façade ouest avec les deux tours, de plus de 7 100 m2, n'a pour l'instant été dépassée nulle part ailleurs dans le monde.
C'est le monument le plus visité d'Allemagne, avec 5 millions de visiteurs en 2001 et 6 millions en 2004, venus du monde entier. Le pape Benoît XVI s'y est rendu en 2005, lors des Journées mondiales de la jeunesse organisées à Cologne.

## Histoire

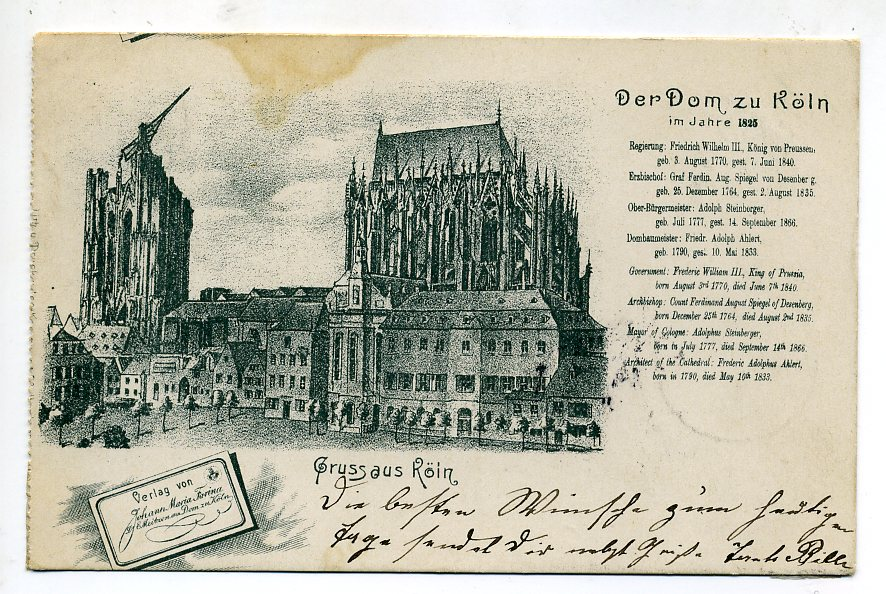
État en 1825, avec le chœur, une partie de la nef, une partie de la tour sud et le bas de la tour nord.

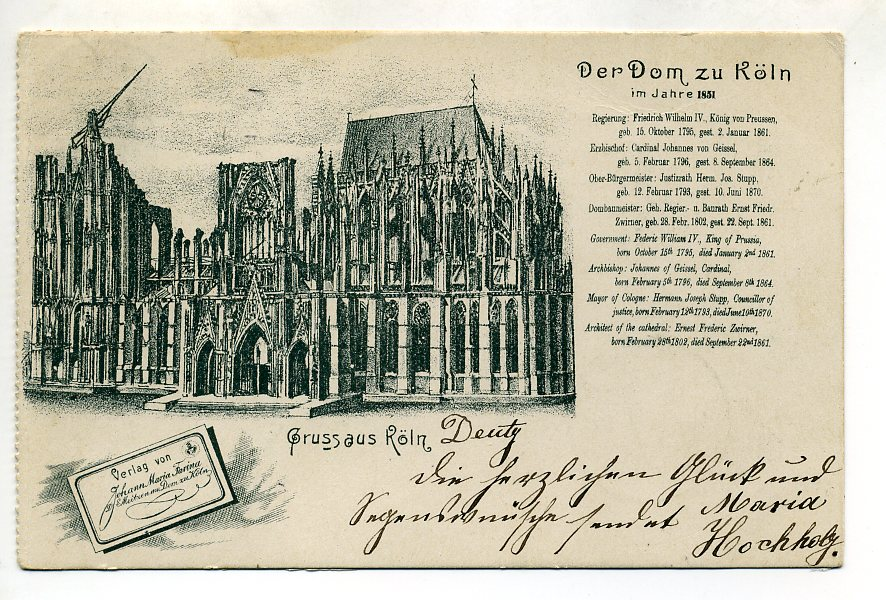
1851. Construction de la nef et du transept.

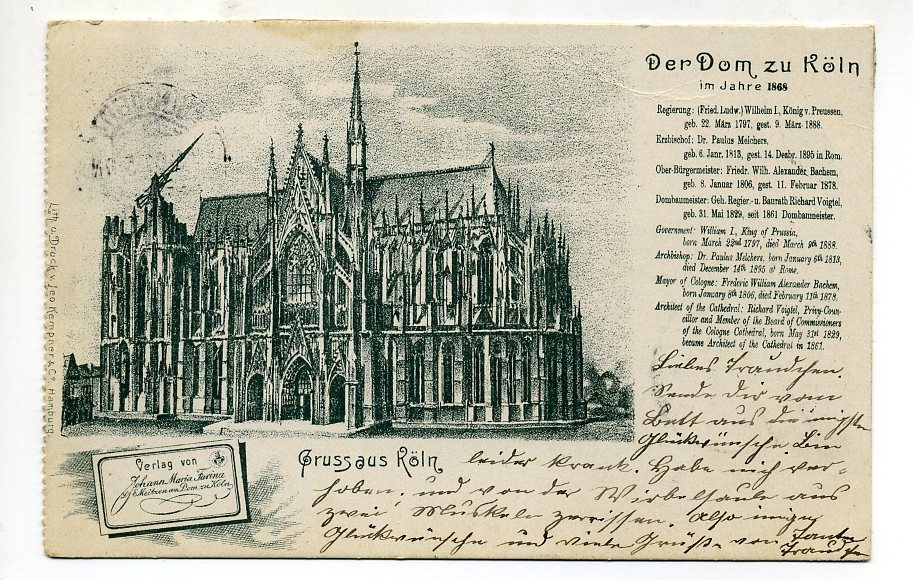
1868. Achèvement de la nef, du transept et des combles.

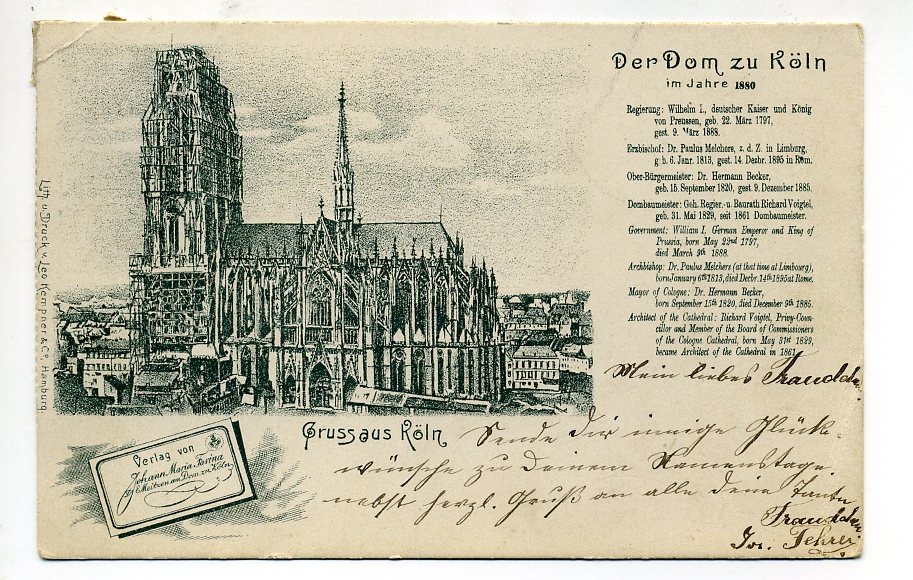
1880. Achèvement des tours.

Les premiers chrétiens se réunissent pour célébrer leur culte dans une maison privée de la Cologne romaine, près de la muraille de la ville. À la suite de l'édit de Milan en 313 qui proclame leur liberté de culte, ils transforment cette maison en église, flanquée d'un atrium sur sa façade ouest et à proximité d'un baptistère et d'une habitation, peut-être destinée à l'évêque. À l'inverse de la tradition, le chœur est alors orienté à l'ouest. Ce modeste ensemble est progressivement agrandi au cours des siècles suivants.
L'influence du lieu grandit lorsque l'évêque de Cologne, Hildebold, ami et conseiller de Charlemagne, obtient le pallium en 785 et lance le projet de construire une grande cathédrale romane. L'église d'origine ayant été détruite par un incendie avant 851, une seconde est reconstruite qui est consacrée en septembre 870 par l'archevêque Willibert.
Une légende raconte que la franc-maçonnerie serait née au sein de la corporation de maçons qui travailla à l'édification de cette cathédrale. Toutefois, cette thèse est loin de faire consensus.
Le 23 juillet 1164 à l'époque du Saint-Empire romain germanique, l'archevêque de Cologne Rainald von Dassel aurait selon la tradition ramené les ossements des trois rois mages comme butin de guerre à Cologne. La cathédrale est jugée trop petite pour accueillir les pèlerins venant voir la châsse des rois mages (reliquaire alors le plus célèbre de l'occident chrétien), aussi l'archevêque Engelbert II de Berg décide de construire un édifice entièrement nouveau, mais son meurtre en 1225 retarde le projet qui est repris en 1247.

## Étapes de la construction
Les principales étapes sont :

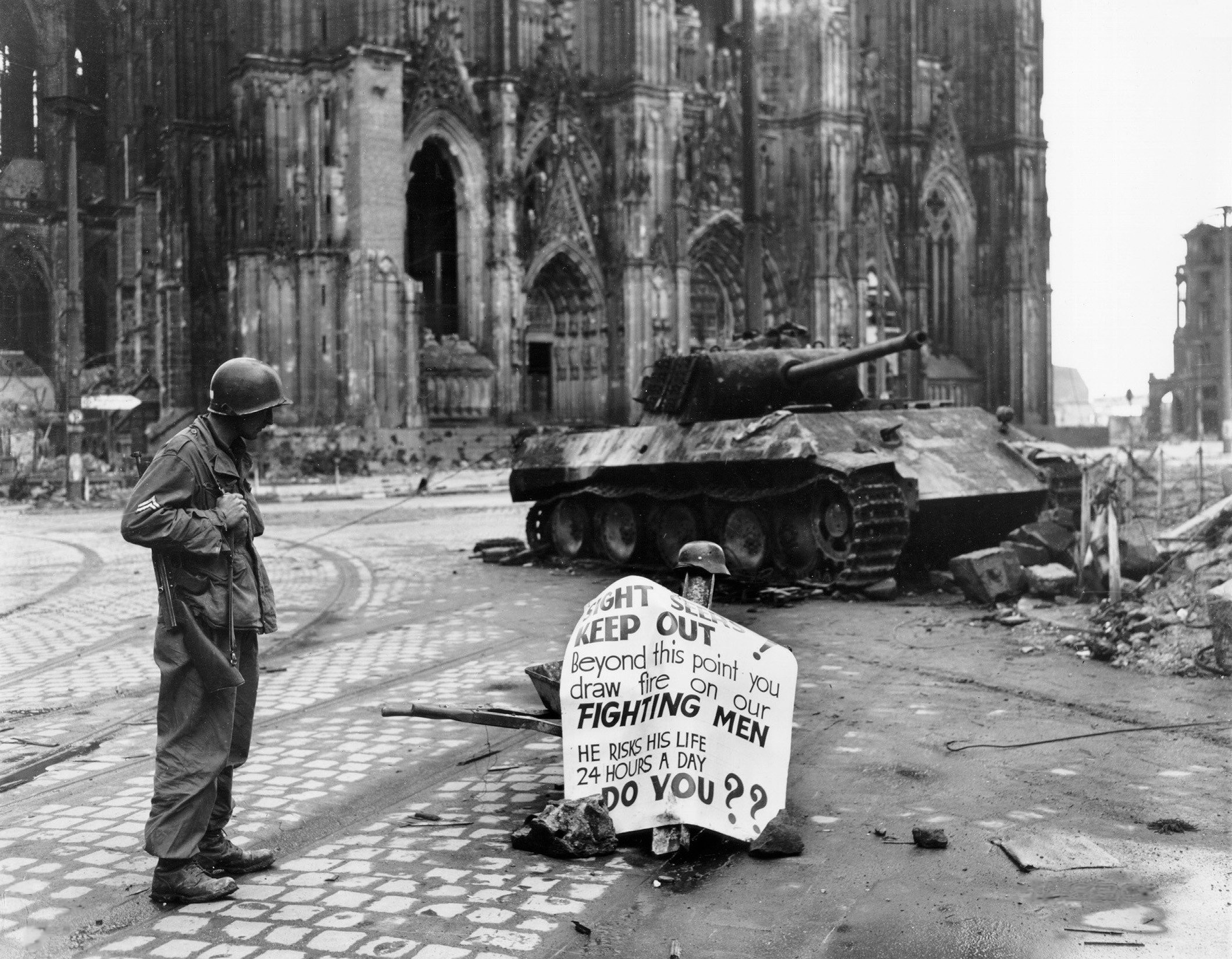
Le 4 avril 1945, la ville de Cologne vient d'être prise par la aéroportée américaine. Le panneau enjoint aux curieux de s'éloigner de la zone des combats.

- 1247 : commencement du projet de la cathédrale par les autorités ecclésiastiques, chantier confié au maître maçon Maître Gerhard (Meister Gerardus).
- 1248 : pose de la première pierre par l'évêque puis construction du chevet et de la nef.
- 27 septembre 1322 : consécration de la cathédrale.
- 1380 : le premier portail dit de saint Pierre est achevé, puis vient la tour Sud.
- XVIe siècle : début de la construction de la tour Nord.
- 1560 : interruption des travaux alors qu'une grande partie de la nef centrale et des quatre nefs latérales est terminée. Outre la pénurie d'argent, le gothique n'est plus en vogue.
- 4 septembre 1842 : Frédéric-Guillaume IV de Prusse pose la première pierre symbolisant la reprise des travaux.
- De 1841 à 1863 : les façades et les voûtes sont terminées puis les tours achevées sur les plans du XIVe siècle, le chantier étant en grande partie supervisé par l'architecte Ernst Friedrich Zwirner.
- 1880 : achèvement de l'édifice, après 632 ans et 2 mois
- 1945 : la cathédrale est un des seuls édifices à être restés debout après les bombardements incessants qu’a vécus la ville de Cologne durant la Seconde Guerre mondiale. La raison serait que son architecture atypique lui permettait d'être reconnue facilement par les pilotes alliés, servant donc de point de repère[7]. Elle n'est cependant pas épargnée par les dégâts, sa voûte fut détruite mais l'ensemble a été restauré en 1950.

## Caractéristiques

### Type architectural
Cette cathédrale de style gothique fut de 1880 à 1884, le plus haut bâtiment du monde. Ses tours en font la deuxième plus haute église du monde, après la flèche de la cathédrale d'Ulm. Elle est inspirée des cathédrales d'Amiens et de Beauvais.

### Éléments architecturaux

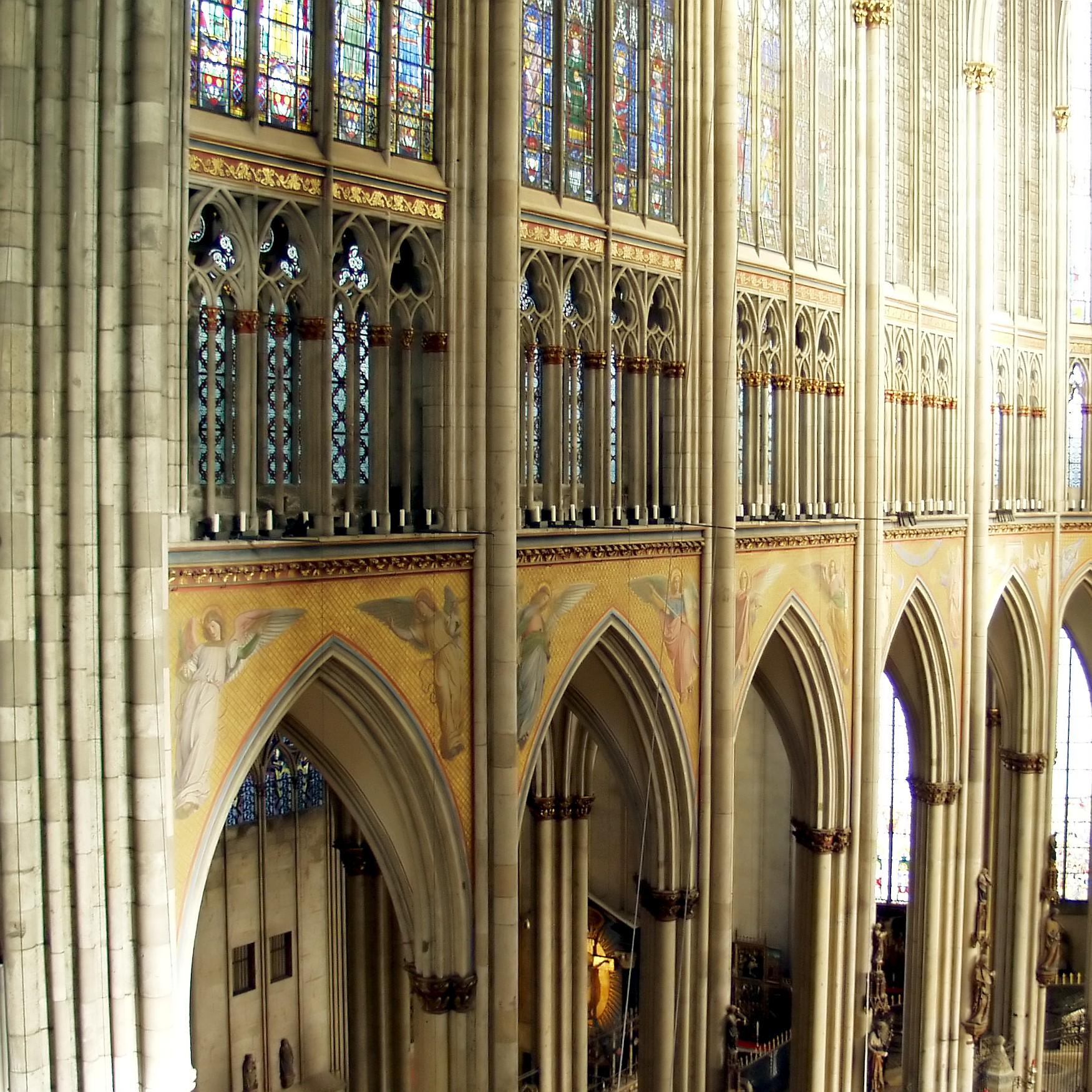
Triforium au-dessus des grandes arcades.

Le chantier de la cathédrale, repris au XIXe siècle, est la manifestation la plus importante du style néogothique qui sert alors de modèle aux architectes travaillant sur tous les styles néomédiévaux :
Trois éléments rythment l'élévation de la nef : les grandes arcades qui s'ouvrent sur les collatéraux ; le triforium qui fait le tour de la cathédrale ; les baies vitrées de plus de 20 mètres de haut mises en valeur par le rythme des colonnettes et des arcs de taille plus réduite (à peine cinq mètres) de la galerie ajourée.
L'élément récurrent qui se retrouve dans les murs et les 92 voûtes est l'arc brisé. Des piliers à 8 colonnettes montent au milieu des collatéraux, à 12 colonnettes au bord de la nef, à 34 et 42 colonnettes pour soutenir les tours.
Le paysage architectural extérieur est plus difficile à lire (enchevêtrement de contreforts, rangées de culées, arcs-boutants habillés de rosaces, pinacles ornés de fleurons), à l'exception du toit uniforme dont la pente aiguë symbolise l'ascension spirituelle. Depuis le XIIIe siècle, une toiture est composée d'épaisses feuilles de plomb et pèse 600 tonnes.

## Maîtres d'œuvre
Parmi les maîtres d'œuvre principaux de la cathédrale, on peut mentionner :
- Maître Gerhard, le premier chef de chantier ;
- Maître Arnold, son successeur ;
- Johannes de Cologne, de 1308 à 1331, construit le chœur et le transept sud ;
- Rutger, succède à son frère Johannes pour une courte période ;
- Bartholomäus von Hamm complète la nef sud et entame la façade ;
- Maître Michael, révision des plans originaux et début des travaux entre 1353 et 1390 ;
- Andreas von Everdingen construit le deuxième niveau de la tour sud ;
- Nikolaus van Bueren, huitième en poste, de 1424 à 1445 ;
- Konrad Kuene van der Hallen, important sculpteur de l'époque ;
- Johann Kuene van Franckenberg, dernier maître connu au Moyen-Âge ;
- Laurenz Cronenberg, dernier responsable du chantier avant l'arrêt des travaux en 1560 ;
- Ernst Friedrich Zwirner ;
- Karl Eduard Richard Voigtel (de).

## Matériaux de base
Les matériaux principaux sont le grès d'Obernkirchen, la pierre du Drachenfels et la pierre de Caen.

### Dimensions
- Hauteur : 157,38 mètres (tour nord).
- Superficie : environ 8 000 mètres carrés.

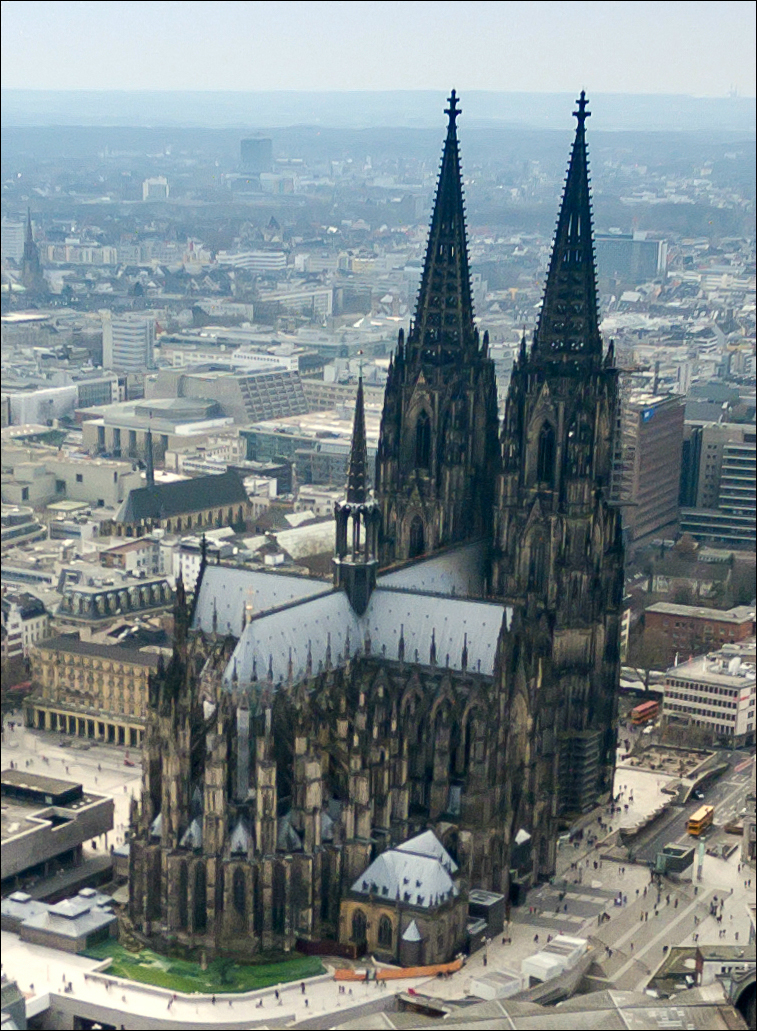
Vue de l'est.

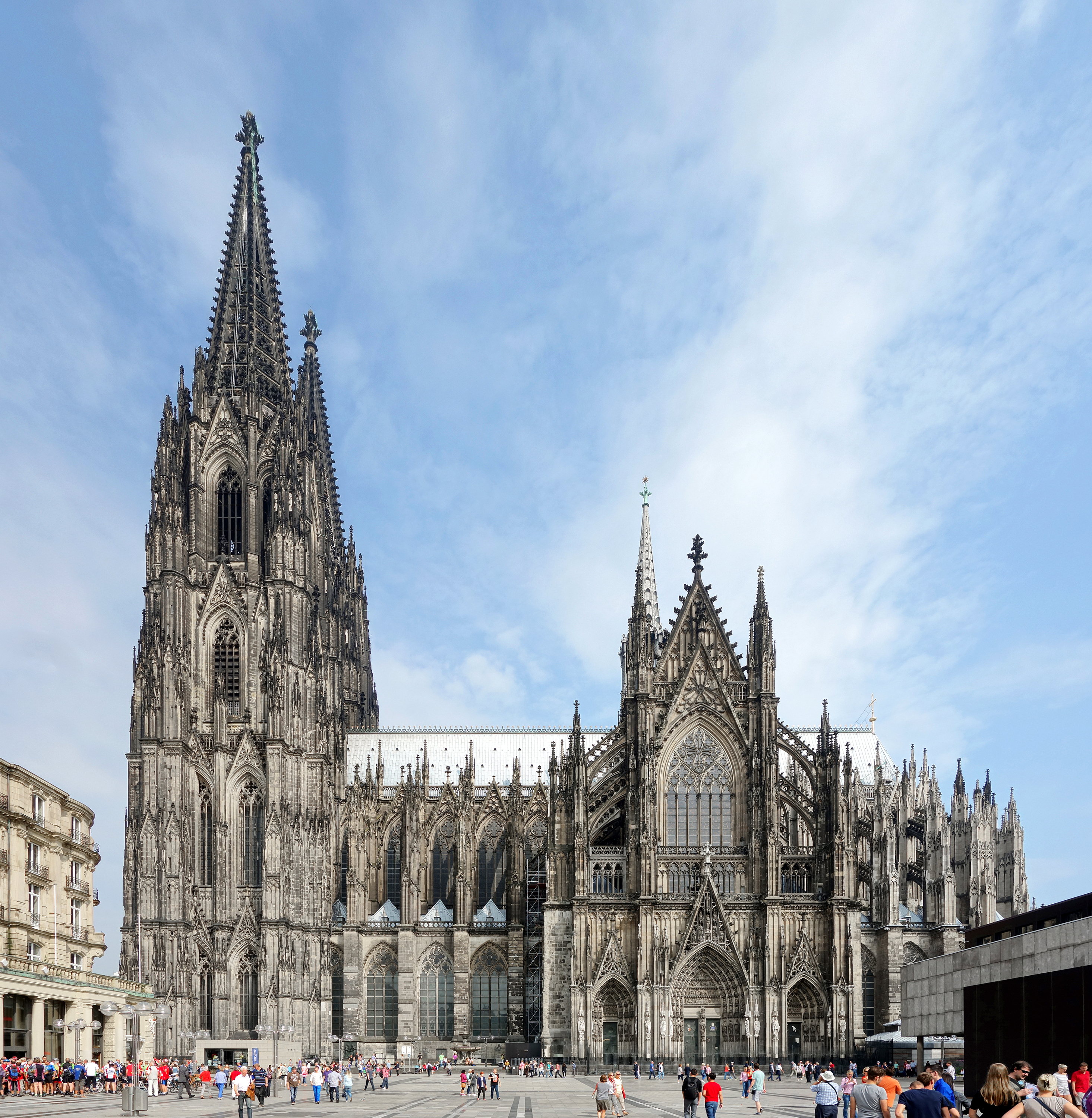
Façade sud de la cathédrale.

- Longueur hors œuvre : 144,58 mètres (presque comme à Amiens).
- Largeur hors œuvre : 61,5 mètres (façade ouest)
- Largeur intérieure de la nef : 45,19 mètres.
- Hauteur sous voûte : 43 mètres (comme à Amiens).
- Longueur du transept : 86 mètres.
- Marches de la tour Nord : 533 marches[9]
- Volume : 407 000 m3
- Surface au sol : 7 914 m2
- Surface de la façade : 7 000 m2, la plus grande surface de façade d'église au monde[8].
- Largeur du chœur : 10,60 m

### Les cloches
Elles sont au nombre de 12, listées de la plus grande à la plus petite.
Dans la tour sud
- St. Petersglocke (cloche de St Pierre), de 1923, d'un diamètre de 3,22 m pour 24 000 kg, en DO(2). Elle est la plus grosse cloche du monde à sonner en lancer franc. (Elle remplace la Kaiserglocke fondue en 1874 à partir de canons pris à la France, de 27 t, pour un diamètre de 3,42 m, qui malgré plusieurs refontes n'a jamais donné la note prévue et qui fut détruite pour faire des munitions).
- Pretiosa, fondue en 1448, d'un diamètre de 2,40 m et d'une masse de 10 500 kg, en SOL(2)
- Speciosa (la précieuse), de 1449, d'un diamètre de 2,03 m pour 5 600 kg, en LA(2)
- Dreikönigenglocke (cloche des trois rois mages) de 1880, 1,74 m pour 3 800 kg, en SI(2)
- Ursulaglocke, de 1862, 1,60 m et 2 550 kg, en DO(3)
- Josephglocke, de 1998 : 1,468 m et 2 110 kg, en RE(3)
- Kapitelsglocke (cloche du chapitre), de 1911, 1,28 m pour 1 400 kg, en MI(3)
- Aveglocke, de 1911, 1,08 m et 780 kg, en SOL(3)

Dans la flèche
- Angelusglocke (cloche de l'Angélus), du XIVe siècle, 1,047 m et 762 kg, en Lab(3)
- Mettglocke (cloche des vêpres), de 1719, 78 cm, 280 kg, en SI(3)
- Wandlungsglocke (cloche de la consécration), du XIVe siècle, 81 cm, 428 kg, en MI(4)
- Klaraglocke (cloche Claire), de 1621, 48,6 cm, 70 kg, en SOL(2), provenant de l’ancien monastère des clarisses[10], installée en mars 2023[11].

## Aménagement intérieur
La cathédrale de Cologne possède une décoration intérieure exceptionnellement riche.

### Châsse des Rois mages

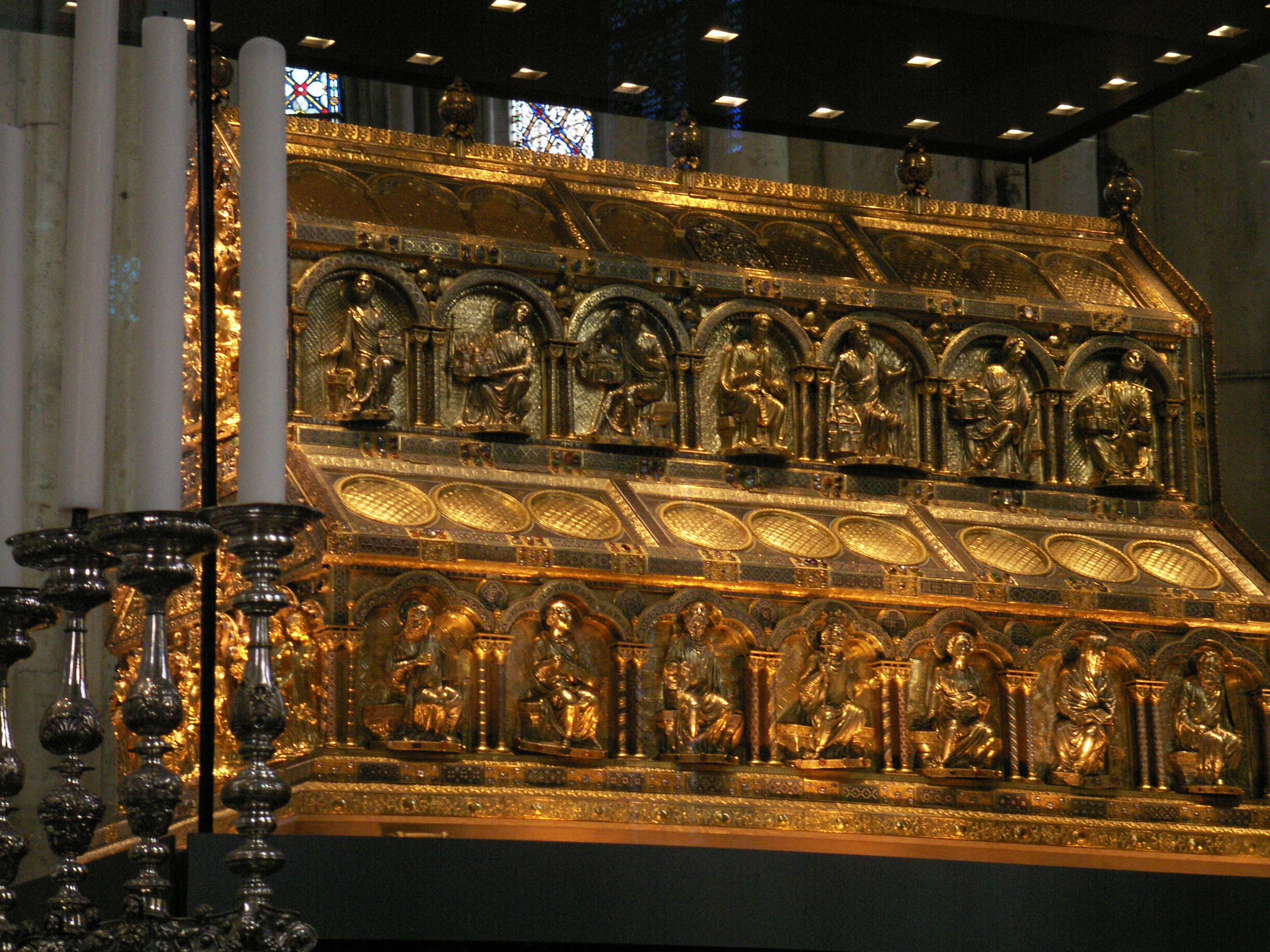
Châsse des Rois mages.

Après la défaite de Milan en 1162, les restes des Rois mages auraient été transportés par Rainald von Dassel en 1164 de Milan à Cologne, où ils sont depuis déposés dans une châsse en or dite châsse des Rois mages, exposée dans le chœur de la cathédrale. Dans toute la suite du Moyen Âge on les a appelés les "trois rois de Cologne".
La Légende dorée de Jacques de Voragine résume les croyances du temps : sainte Hélène, mère de l'empereur Constantin Ier, aurait retrouvé ces reliques vers 330 et les aurait fait transporter à Constantinople. De là, les reliques sont transférées, toujours d'après Voragine, à Milan par l'évêque saint Eustorge, puis parviennent à Cologne, sur ordre d'un empereur germanique appelé Henri par Voragine.
Réalisée entre 1181 et 1230 par l'atelier de Nicolas de Verdun et ses successeurs colonais, la châsse des Rois mages est un reliquaire installé au centre du chœur. De grandes dimensions (elle mesure 110 × 220 × 153 cm), elle est en bois de chêne, recouvert d'or, d'argent et cuivre repoussé et doré, représentant soixante-quatorze personnages, en émaux champlevés et cloisonnés, portant par endroits des inscriptions bleues, vernis brun, filigranes et pierreries. Plus de mille pierres précieuses, semi-précieuses et perles sont serties dans la châsse, avec des gemmes et trois cents camées antiques. Tel qu'il est installé sur une table d'autel, il est le plus grand autel reliquaire d'Europe.
Le reliquaire est la destination d'un pèlerinage chaque année le 6 janvier, lors d'une procession des « chanteurs à l'étoile » ou chanteurs d'épiphanie.

### Stalles
Les  stalles en style gothique tardif datent des années 1308–1311. Ce sont les plus grandes stalles d'Allemagne. Parmi les 104 sièges, un est réservé au pape et un autre à l’empereur. Les stalles sont richement sculptées et présentent, sous les miséricordes, de nombreux sujets sculptés provenant de bestiaires médiévaux et de proverbes, avec parfois des sujets pornographiques ou scatologiques.

### Maître-autel
Le maître-autel est consacré en 1322. Sa table d'autel en marbre noir qui mesure 452 × 212 cm est formée d'une seule pièce. Son antependium montre au centre le Couronnement de la Vierge et, de chaque côté, douze apôtres.

### Retable des Clarisses

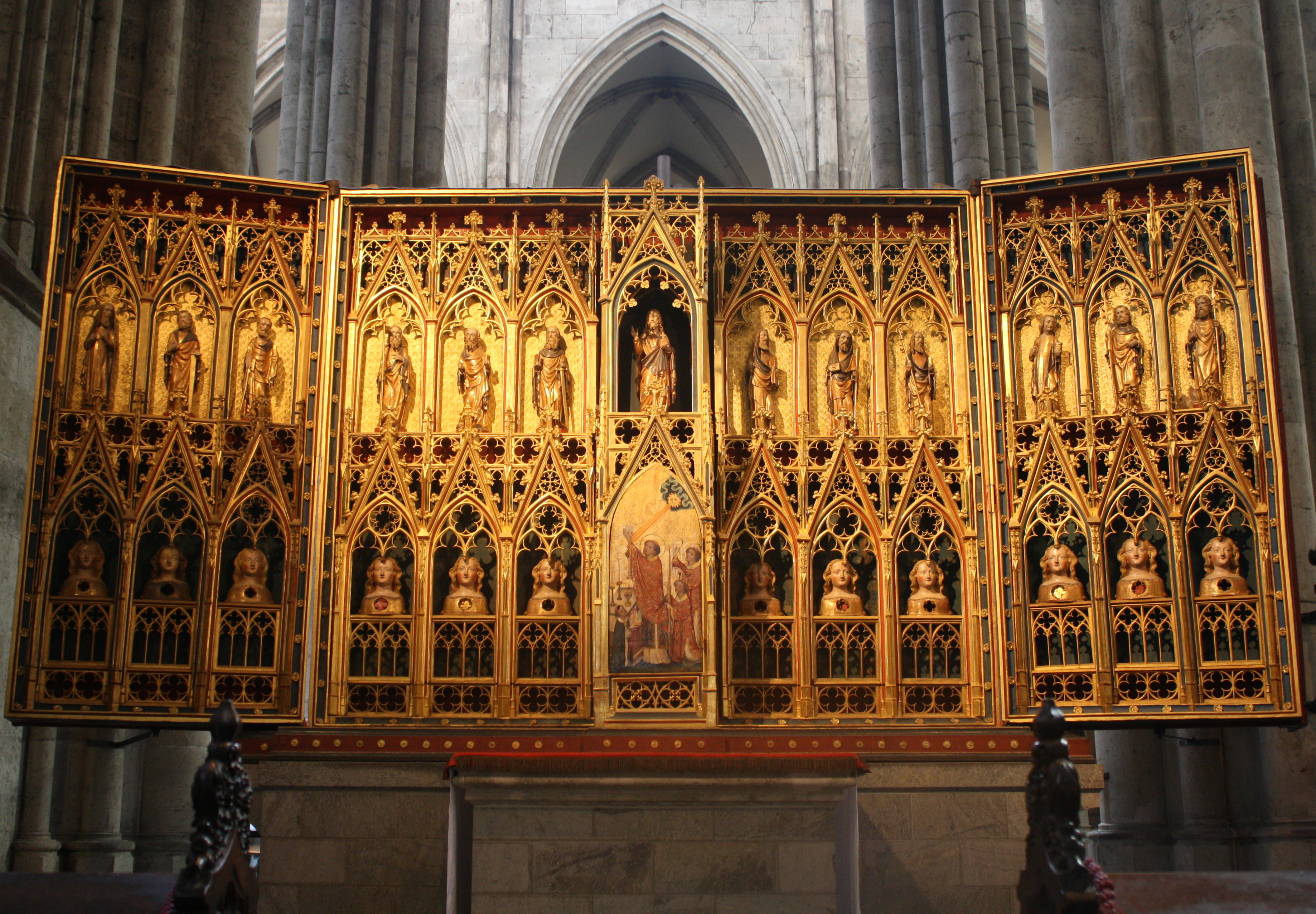
Retable des Clarisses, vers 1345-1360.

Le retable des Clarisses (Clarenaltar) est un retable polyptyque créé entre 1345 et 1360. Il était installé initialement dans l'église Sainte-Claire du couvent des Clarisses de Cologne puis trouve une place en 1811 dans la cathédrale. Il se trouve en 2016 dans le transept Nord. Le retable mesure environ trois mètres de haut et, en position ouverte, six mètres de large.
Pendant les jours ordinaires, le retable est fermé et présente sur ses deux volets douze saints et saintes de l’ordre des Franciscains. Les dimanches et jours de fête normaux, la première paire de volets est ouverte et permet de voir une deuxième paire de volets, fermée; sur les quatre faces de volets ainsi visibles sont présentées vingt-quatre panneaux avec douze scènes de la Passion du Christ et douze scènes de son enfance.
Lors des fêtes de grande solennité, la deuxième paire de volet est ouverte, montrant alors un retable tout doré : une rangée supérieure avec des statuettes des douze apôtres et une rangée de douze bustes féminins, autant de reliquaires de compagnes de sainte Ursule. Au centre figure un tabernacle fermé par un panneau montrant la messe de saint Martin.

### Croix de Géron

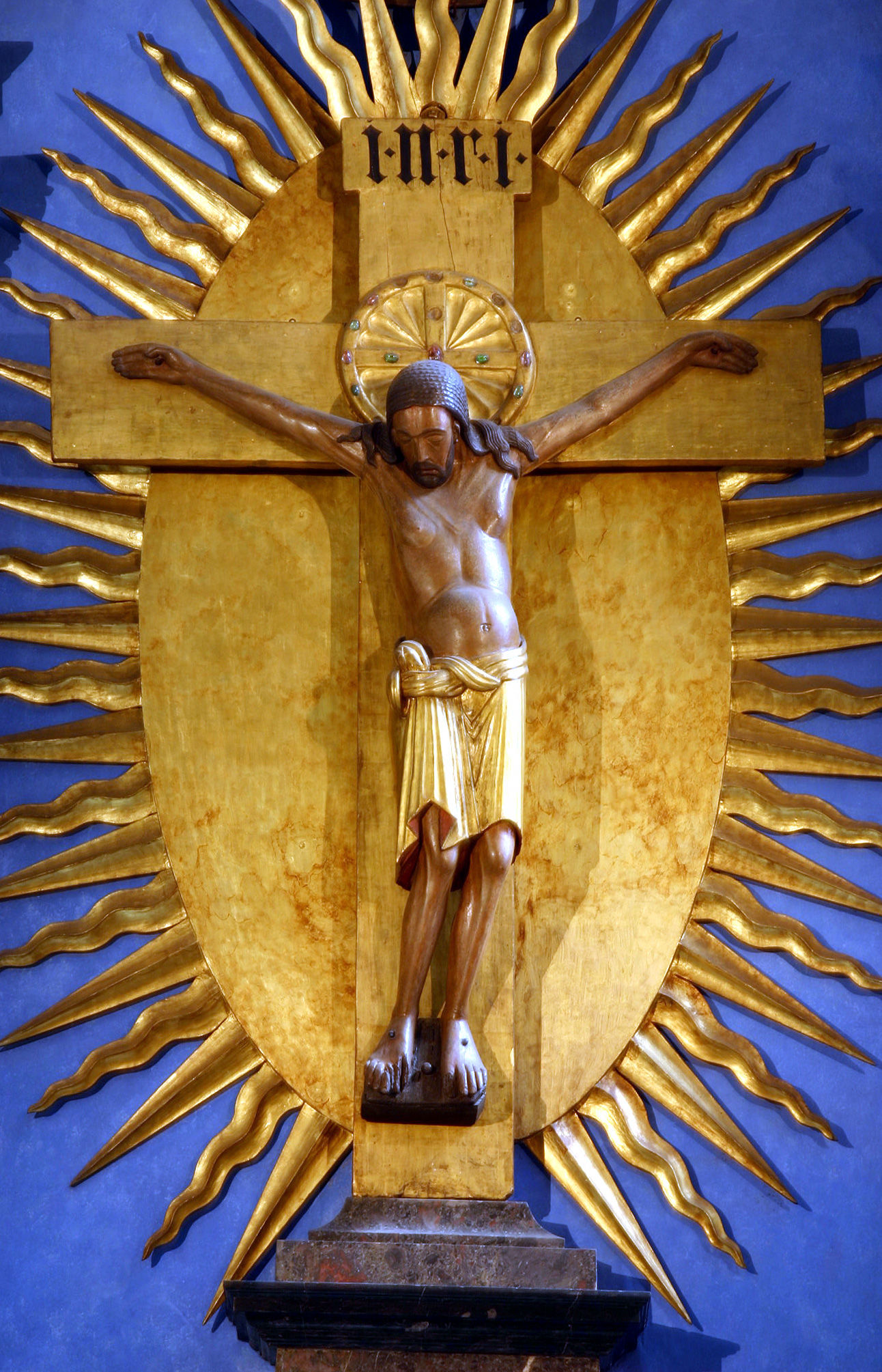
Croix de Géron.

La Croix de Géron (en allemand « Gerokreuz ») est le plus ancien des crucifix de grandes dimensions conservé en Europe au nord des Alpes. Réalisé à la fin du Xe siècle, sous la dynastie Ottonienne, il mesure 2,33 mètres de haut. Une datation par dendrochronologie montre que le chêne dans lequel la croix a été réalisé a été abattu peu après l'an 965. C'est une des premières représentations du Christ souffrant (« Christus dolens ») ; il était auparavant représenté comme Christ triomphant (« Christus triumphans »). La croix a probablement été commanditée par Géron de Cologne, archevêque de Cologne.
Depuis le milieu du XIVe siècle, la croix est accrochée au mur Est de la chapelle de la Kreuzkapelle, d'où elle n'a pas bougé. L'autel de style baroque et la mandorle aux rayons dorés de formes alternées date de la fin du XVIIe siècle.

### Retable des patrons de Cologne

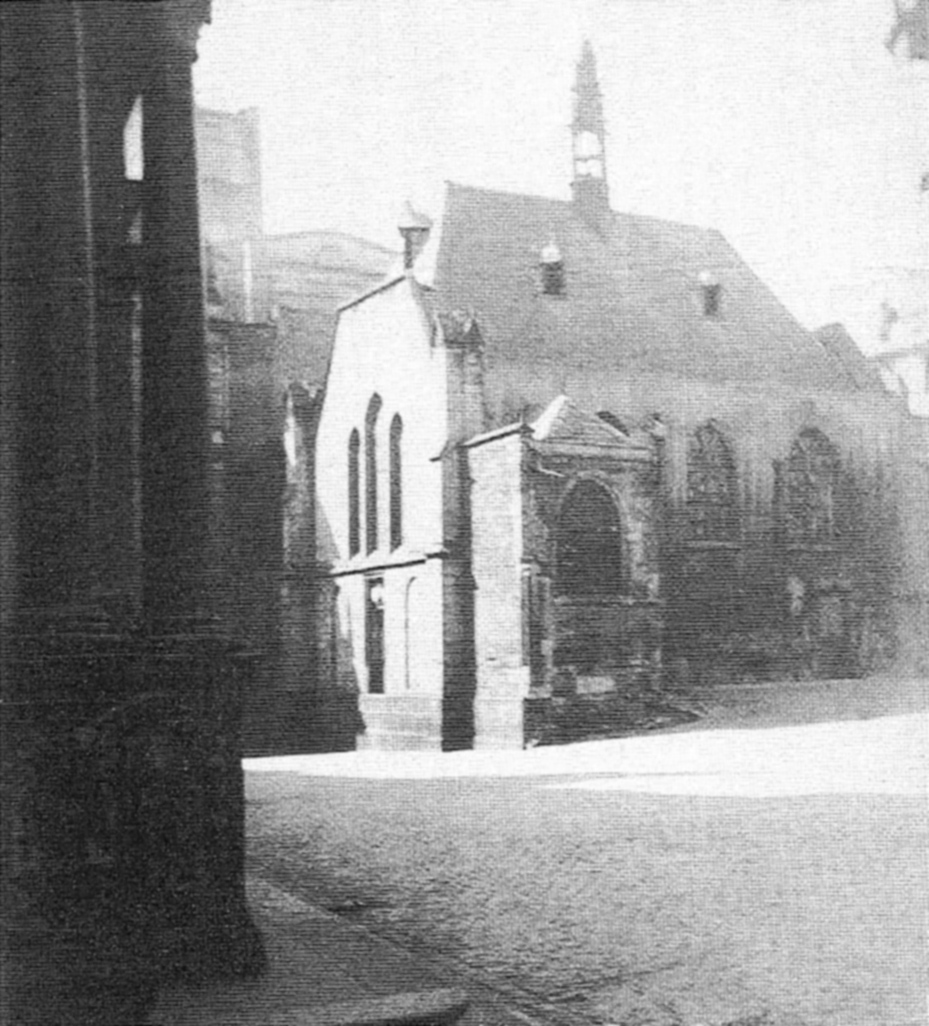
La, détruite lors d'un bombardement.

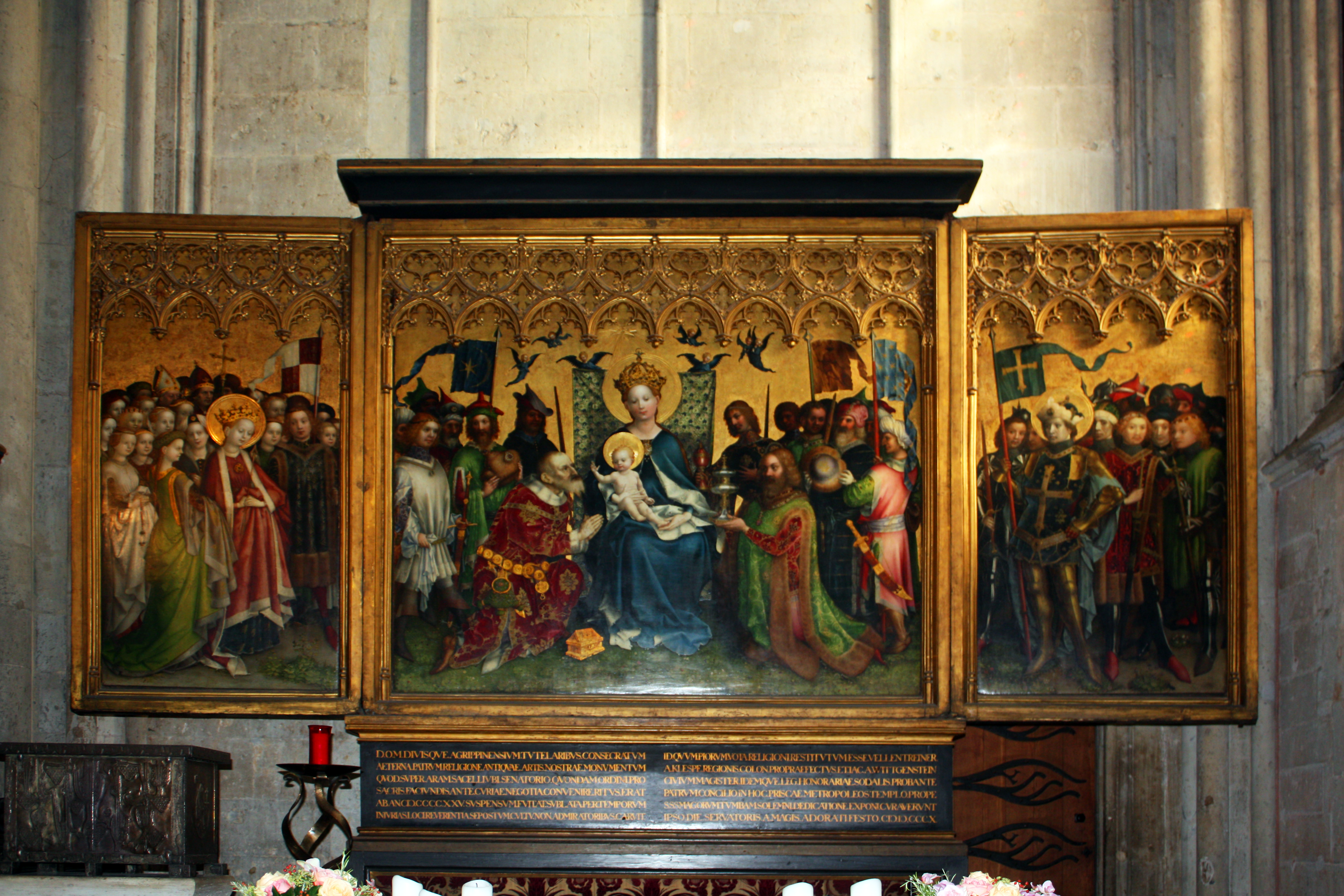
Retable des patrons de Cologne.

Le retable des patrons de Cologne (en allemand « Altar der Stadtpatrone »), aussi nommé le retable des rois mages « Dreikönigsaltar », est un retable triptyque peint par  Stefan Lochner, le plus célèbre des représentants de l'École de Cologne de peinture.
Il est de grandes dimensions : le panneau central mesure 260 × 285 cm, chaque volet 260 × 142 cm). Le triptyque, commandité par le Conseil municipal pour la chapelle de l'Hôtel de ville en 1435, la chapelle Sainte-Marie-de-Jérusalem (de), est achevé vraisemblablement avant 1445.
Il doit son nom aux saints représentés sur les volets, Ursule à gauche et Géréon à droite, tous deux patrons de la ville. On le nomme aussi le retable des rois mages, par allusion à son panneau central qui représente une adoration des rois, sujet en relation avec les reliques attribuées aux rois mages qui sont conservées dans la cathédrale.
Le triptyque a été caché lors de l’occupation française de 1794, puis transféré à la cathédrale sur l'initiative de Ferdinand Franz Wallraf en 1810 après la profanation de la chapelle du Conseil. Depuis son entrée à la Cathédrale de Cologne en 1810, le triptyque est également appelé « Dombild », c'est-à-dire « tableau de la Cathédrale ».

### Statue de saint Christophe

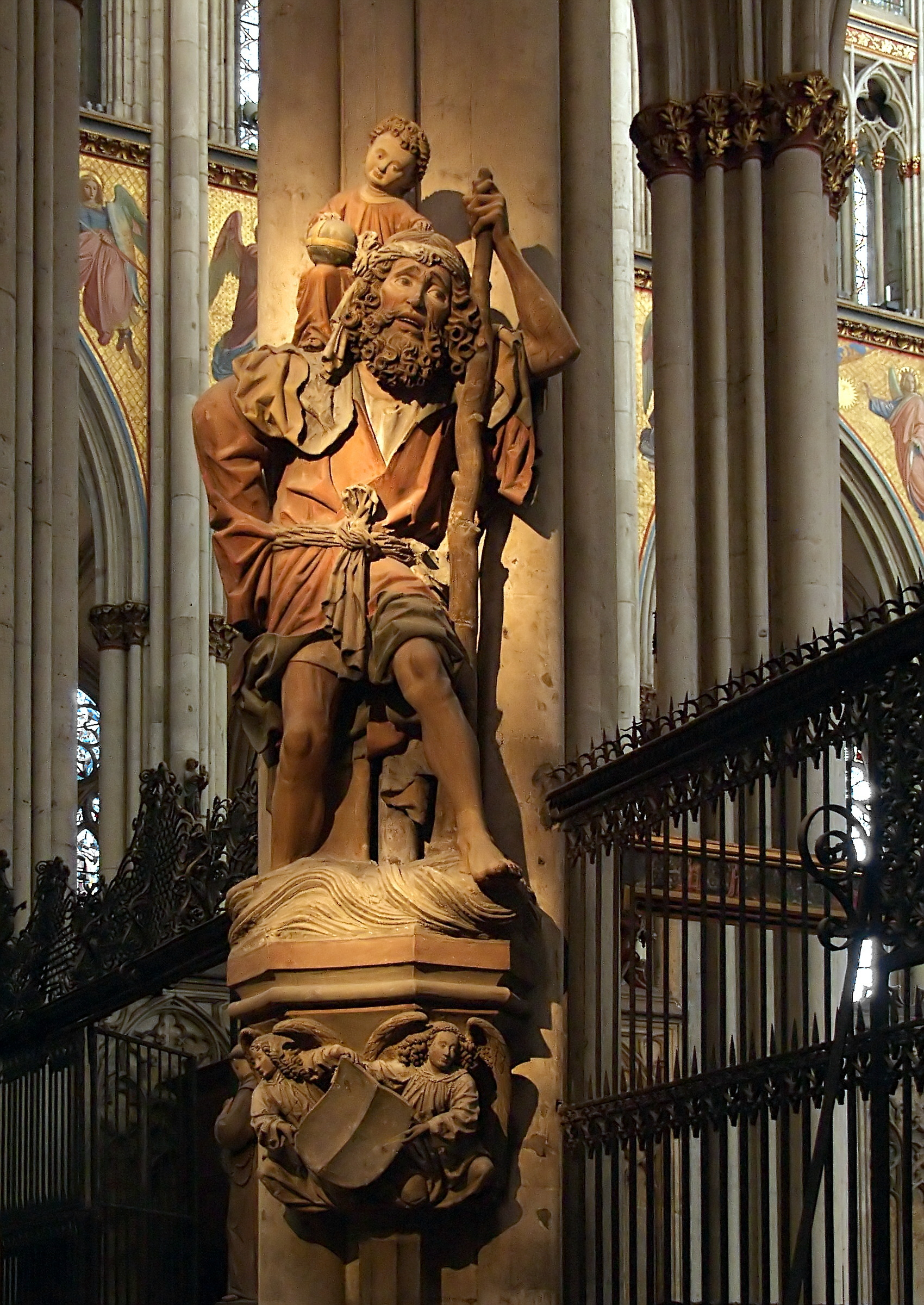
Statue de saint Christophe.

La statue de saint Christophe dans la cathédrale de Cologne est une sculpture monumentale de tuf du dernier quart du XVe siècle, en provenance de l'atelier de Meister Tilman (de), datée vers 1470.
La sculpture est placée sur une colonne à la jonction du transept sud et du déambulatoire du chœur. Elle mesure 373 centimètres de haut, est composée de trois blocs de pierre et représente saint Christophe portant l'enfant Jésus sur ses épaules. Elle est posée sur une console polygonale soutenue par deux angelots portant des blasons.

### Retable d'Agilolphus

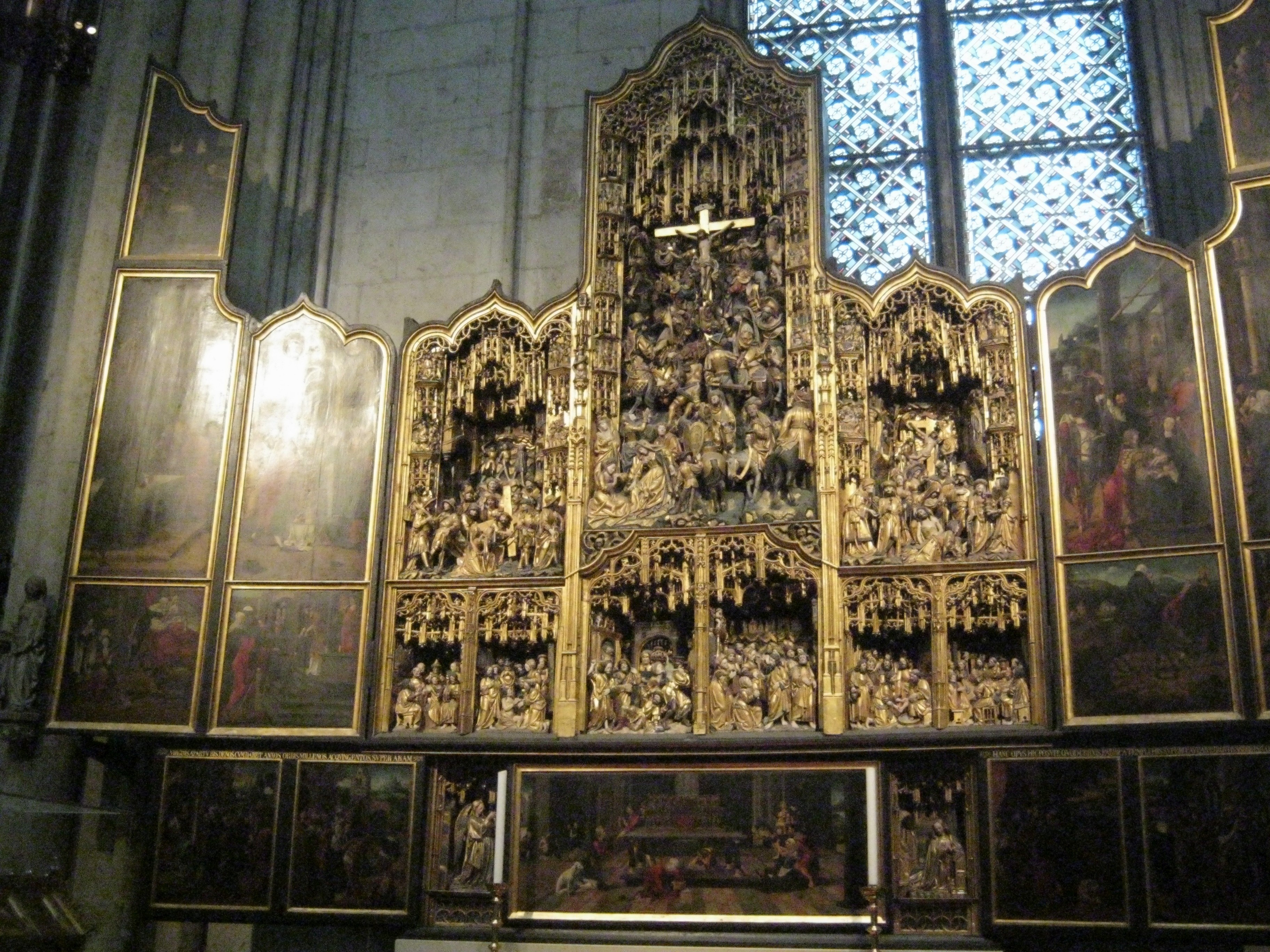
Retable d'Agilolphus.

Le retable d'Agilolphus, ainsi nommé d'après l'évêque Agilolphe du VIIe siècle, est un retable polyptyque dans le style d'Anvers créé vers 1520. Comme les autres retables de cette école, il est de grande taille (environ 7 × 5,5 mètres) et contient dans sa partie centrale de nombreuses scènes sculptées de la vie et de la Passion du Christ, et sur les volets latéraux d'autres scènes peintes. Il a été longuement restauré et réinstallé en 2012 dans le transept sud. À l'origine, le retable servait de maître-autel dans le chœur de l'église collégiale « St. Maria ad Gradus » (Sainte-Marie des marches) près de la cathédrale, démolie en 1817.

### Signatures
De nombreuses personnes ont laissé leur signature sur la façade, parmi lesquelles Paul von Hindenburg, John F. Kennedy, Nikita Khrouchtchev, Charles de Gaulle, Harold Macmillan et des personnalités des arts et spectacles.

## La cathédrale et l’UNESCO
La cathédrale a été inscrite sur la liste du patrimoine mondial en péril de l'UNESCO de 2004 à 2006, afin de mettre en œuvre des actions de sauvegarde non pas sur le bâtiment en lui-même, mais sur l'environnement moderne, pouvant avoir un impact visuel négatif sur le site et sur la place particulière qu'il occupe dans le paysage de Cologne. Cette mention a permis que le projet de construction de nouveaux grands immeubles soit révisé à la baisse et que soit améliorée la gestion des environs de la cathédrale.

### Critères d'intégration et d'authenticité
La cathédrale de Cologne marque l'apogée de l'architecture des cathédrales. C'est un témoignage marquant de la force de la foi chrétienne en Europe au Moyen Âge et à l'époque moderne. Toutes les caractéristiques et structures constitutives de l'art gothique sont présentes. La cathédrale a perdu son cadre architectural d'origine mais ses fonctions sont restées inchangées tout au long de son existence. Les constructions et reconstructions plus tardives respectent le plan et la forme originaux. La cathédrale de Cologne est donc considérée comme parfaitement authentique.

### Protection et gestion
La cathédrale de Cologne est un monument classé, selon les paragraphes 2 et 3 de la Loi sur la Protection et la Conservation des Monuments de l'État de Rhénanie-du-Nord-Westphalie, du 11 mars 1980. La conservation et les activités de construction à l’intérieur et à l’extérieur du bâtiment sont régies par l'article 9 de la Loi sur la Protection et les plans d’urbanisme locaux afin d'assurer la protection effective de l’intégrité visuelle de la cathédrale. La maintenance, la conservation et la restauration de l'édifice sont assurées par l'atelier de la cathédrale, lui-même supervisé par le Comité directeur, composé de l'archevêque de Cologne, du doyen de la Cathédrale, du vicaire général de l'archidiocèse de Cologne, du ministre de l'État de Rhénanie-du-Nord-Westphalie chargé de la protection des monuments et du conservateur d'État du ministère.

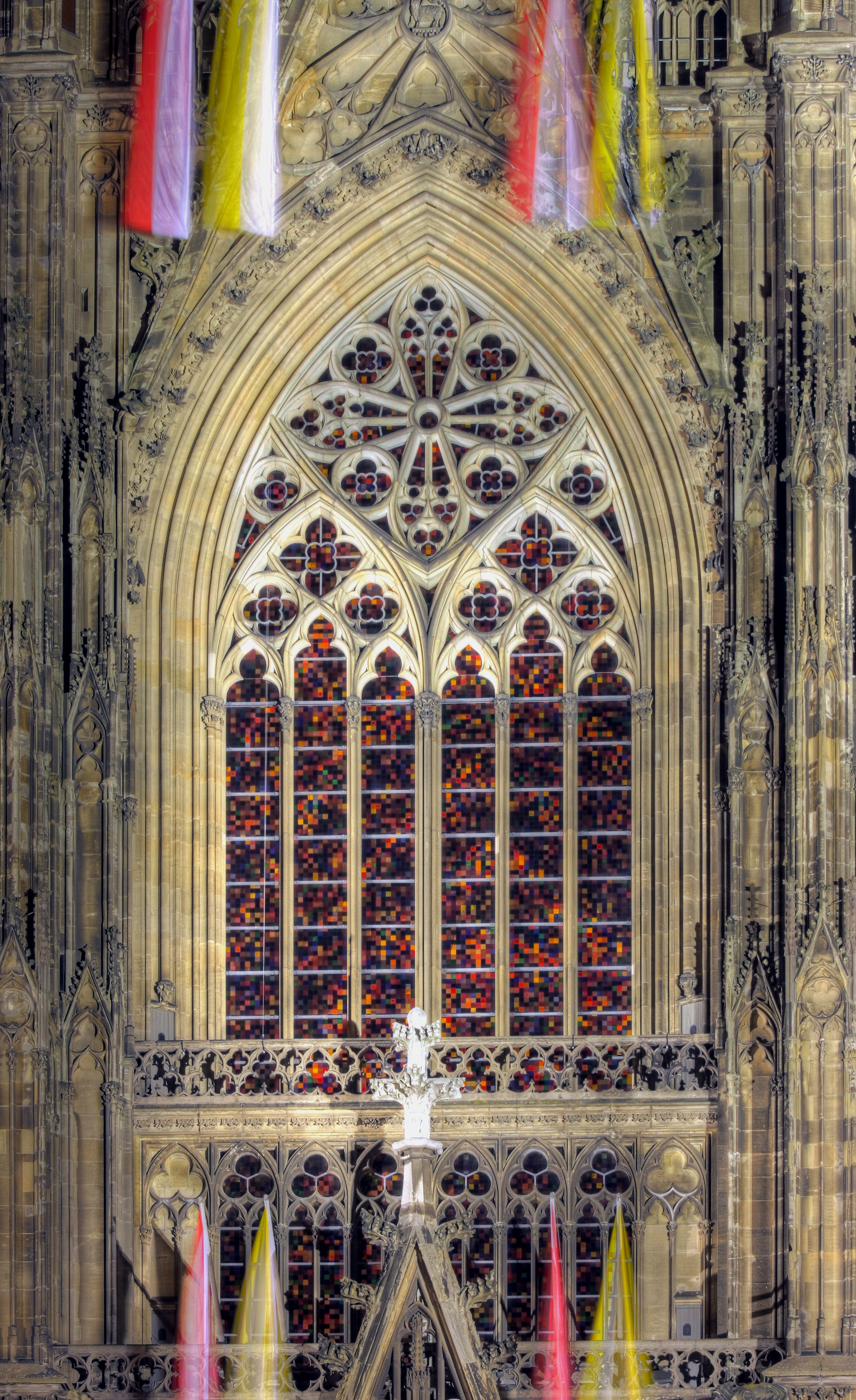
Vitrail de Richter en 2007.

## Index des artistes
Liste chronologique des artistes ayant travaillé à la cathédrale de Cologne, ou dont une œuvre se trouve dans l'église.
- Gerhard Richter (né en 1932), peintre. Vitrail en 2007 de composition abstraite, constituée de 11 263 carreaux de verre de 72 couleurs différentes[17].

## Numismatique
La cathédrale de Cologne figure sur la pièce commémorative de 2 euros de l'Allemagne de 2011.
Elle figure également sur la pièce de 2 euros commémorative du Vatican de 2005, célébrant les 20es journées mondiales de la jeunesse.

## Galerie

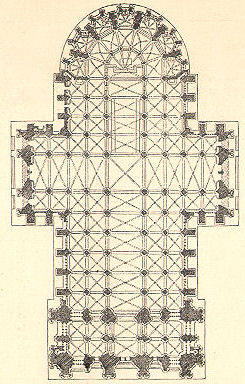
Plan de la cathédrale.
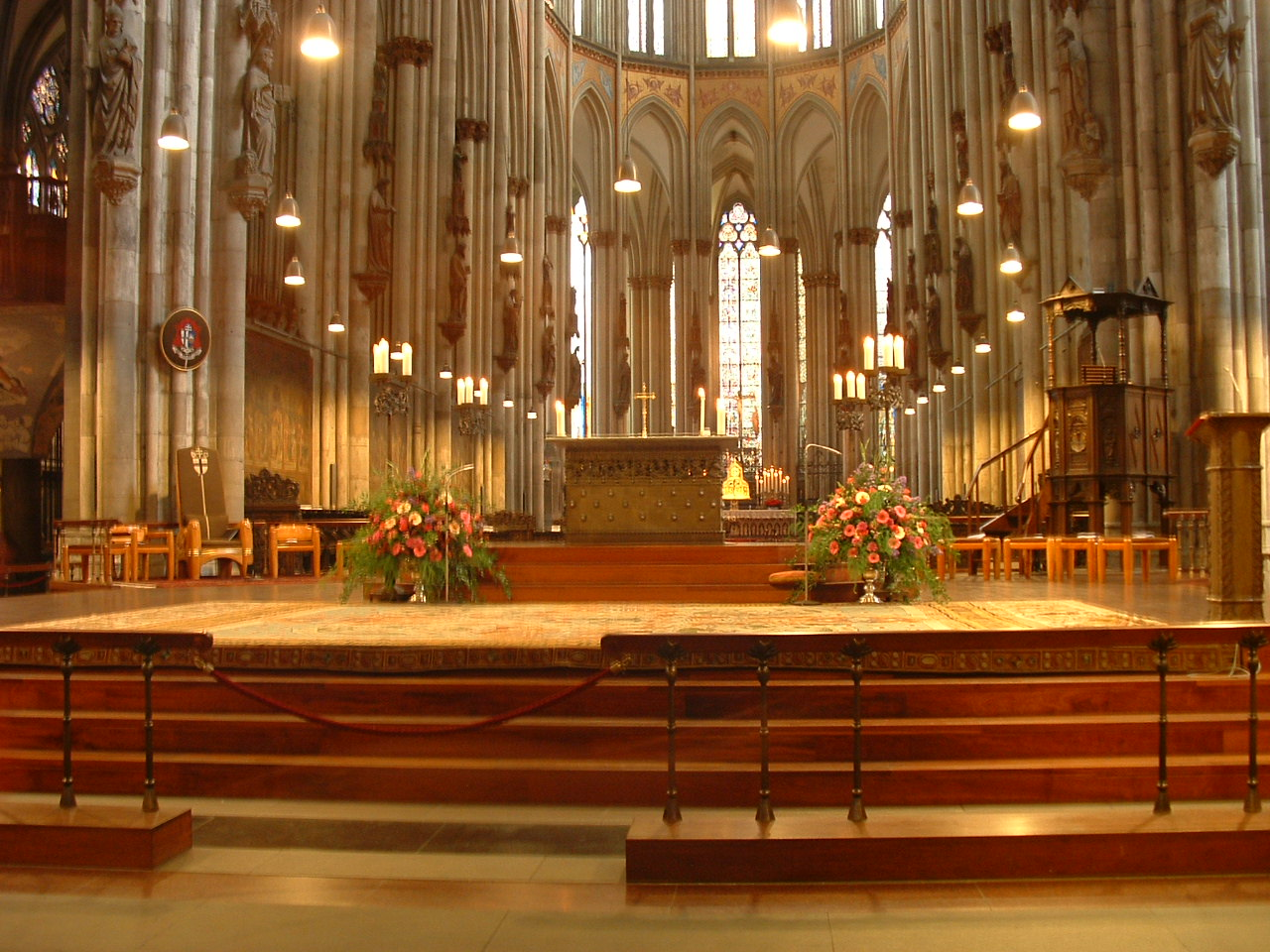
Autel.
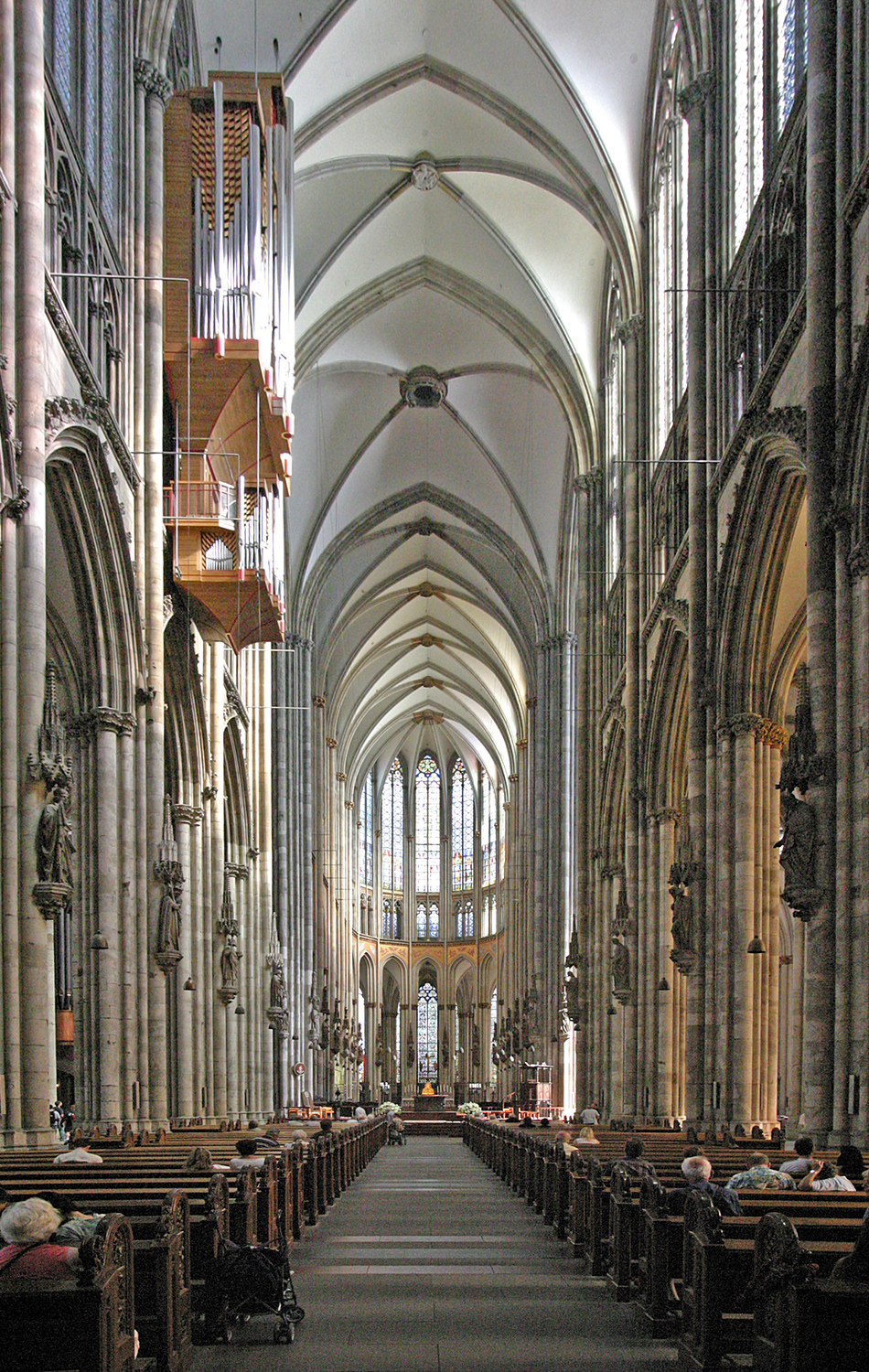
Vue intérieure.
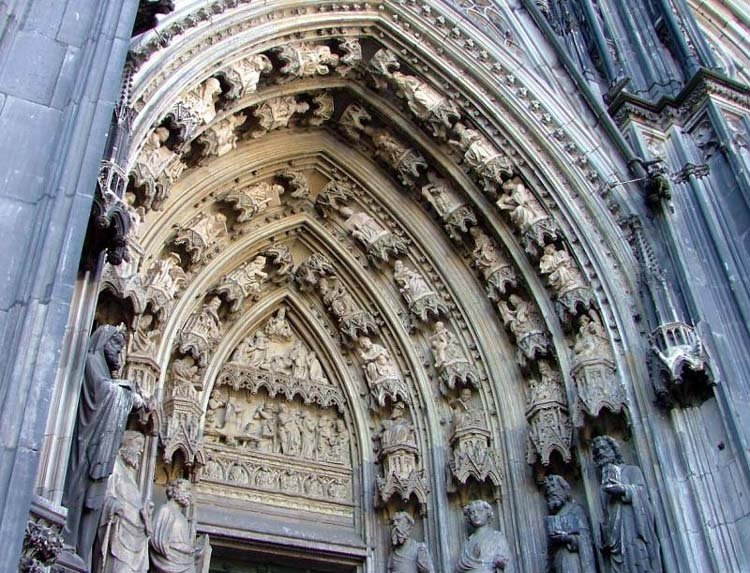
Portail.
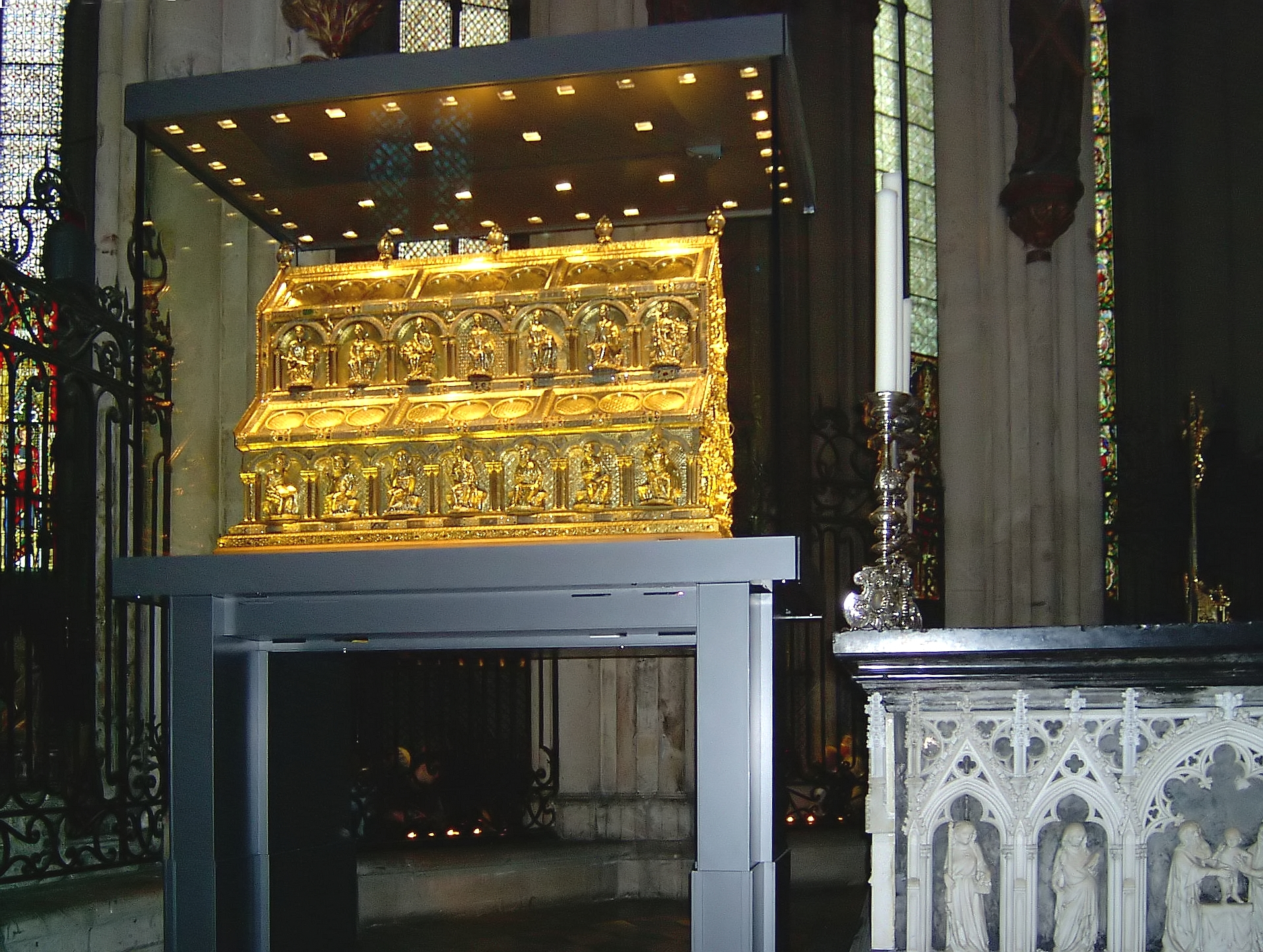
Châsse des Rois mages.

#### Bases de données et dictionnaires
- (de + en) Site officiel
- Ressources relatives à l'architecture :   - Liste du patrimoine mondial
  - The Skyscraper Center
  - Structurae
- Ressource relative à la musique :   - MusicBrainz
- Notices dans des dictionnaires ou encyclopédies généralistes :   - Britannica
  - Brockhaus
  - Den Store Danske Encyklopædi
  - Universalis
- Notices d'autorité :   - VIAF
  - ISNI
  - LCCN
  - GND
  - Italie
  - Israël
  - Catalogne
  - Tchéquie